# Noces de plata
Noces de plata o noces d'argent és el nom amb el qual es coneix el vint-i-cinquè aniversari d'un casament. Després venen les noces d'or (50 anys), les noces de diamant (60 anys) i les noces de platí (75 anys).